# Paul Borne
Pour les articles homonymes, voir Borne.
Paul Borne est un acteur français.
Actif dans le doublage, il est la voix française régulière de Laurence Fishburne, Dennis Haysbert et Charles Mesure, ainsi qu'une des voix de Pruitt Taylor Vince, Clancy Brown, Josh Brolin (pour le personnage Thanos dans l'univers cinématographique Marvel) et Bill Camp.
Dans l'animation, il est notamment la voix de Lex Luthor dans la majorité de ses apparitions dans les œuvres DC Comics depuis 2013 ainsi que celle de Bob dans les œuvres Les As de la jungle et de Pat Hibulaire depuis le décès d'Alain Dorval en 2024.
Habitué des jeux vidéo, il est notamment la voix de Cave Johnson dans Portal 2, de l'amiral Farley Havelock dans Dishonored, Caesar dans Fallout: New Vegas, Derek dans Mafia II, Bill dans The Last of Us, de Draven dans League of Legends et plus récemment, celle de Gehrman, le premier chasseur dans Bloodborne et du Sculpteur dans Sekiro: Shadows Die Twice.

## Biographie
Il est diplômé du Conservatoire national supérieur d'art dramatique en 1983.
Il a travaillé notamment avec Guy Rétoré, Denis Llorca, Jean-Pierre Miquel, Daniel Benoin, Bernard Bétrémieux, Christian Peythieu, Pierre Romans, Jean-Daniel Laval, Marc Saez, Philippe Person, Thierry Jahn.

## Théâtre

### Comédien
- 1981 : Tueur sans Gages d'Eugène Ionesco mise en scène Guy Rétoré Théâtre de l'Est parisien
- 1982 : Prométhée de Heiner Müller, mise en scène Guy Rétoré, Théâtre de l'Est parisien
- 1982 : Il arrive qu'il parte d'après Maurice Roche adaptation et mise en scène Romain Weingarten Avignon
- 1983 : Clair d'usine, comédie ouvrière, de Daniel Besnehard, mise en scène Guy Rétoré, Théâtre de l'Est parisien
- 1984 : 325 000 francs de Roger Vailland, mise en scène Guy Rétoré, Théâtre de l'Est parisien
- 1985 : George Dandin ou le Mari confondu de Molière, mise en scène Guy Rétoré, Théâtre de l'Est parisien
- 1985 : Le Oui de Malcolm Moore d'après David Holman, mise en scène Guy Rétoré, Théâtre de l'Est parisien
- 1986 : Poussière pourpre de Seán O'Casey, mise en scène Guy Rétoré, Théâtre de l'Est parisien
- 1988 : La Résistible Ascension d'Arturo Ui de Bertolt Brecht, mise en scène Guy Rétoré, Théâtre de l'Est parisien
- 1994 : Génération sans adieu d'après Wolfgang Borchert, mise en scène Christian Peythieu, Théâtre-Cinéma Paul Éluard
- 1996 : L'École des femmes de Molière, mise en scène Daniel Benoin, La Comédie de Saint-Étienne
- 2012 : À nu de Marc Saez et Tom Fontana, mise en scène par Marc Saez, Voix-off
- 2013 : Zone Rouge de Thierry Jahn d'après La Peur de Gabriel Chevallier mise-en-scène Thierry Jahn

### Assistant de mise en scène
- 1986 : Poussière pourpre de Seán O'Casey, mise en scène Guy Rétoré, Théâtre de l'Est parisien
- 1988 : La Résistible Ascension d'Arturo Ui de Bertolt Brecht, mise en scène Guy Rétoré, Théâtre de l'Est parisien

## Filmographie
- 1995 : L'Enfant de La Ciotat d'Arnaud Debree (court métrage)
- 2006 : Coup de sang de Jean Marbœuf : client du café
- 2006 : Acting Spirit de Julien Sibre
- 2014 : Supercondriaque : policier du centre de détention

## Doublage
Note : Les dates en italique correspondent aux sorties initiales des films dont Paul Borne a assuré le redoublage.

### Cinéma

#### Films
- Laurence Fishburne dans :
  - Mystic River (2003) : le sergent Whitey Powers
  - Mission impossible 3 (2006) : Theodore Brassel
  - Five Fingers (2006) : Ahmet
  - Las Vegas 21 (2008) : Cole Williams
  - Tortured (2008) : Archie Green
  - Akeelah (2006) : Dr Joshua Larabee (version télévisée)
  - Blindés (2010) : Baines
  - Contagion (2011) : Dr Ellis Cheever
  - The Colony (2013) : Briggs
  - Man of Steel (2013) : Perry White
  - The Signal (2014) : Damon
  - Batman v Superman : L'Aube de la justice (2016) : Perry White
  - Passengers (2016) : Gus Mancuso
  - Ant-Man et la Guêpe (2018) : Bill Foster
  - La Mule (2018) : Carl
  - Bernadette a disparu (2019) : Paul Jellinek
  - Le Couteau par la lame (2022) : Vick Wallinger
  - L'École du bien et du mal (2022) : le Grand Maître de l'école
  - The Amateur (2025) : Robert Henderson

- Dennis Haysbert dans :
  - Loin du paradis (2002) : Raymond Deagan
  - Jarhead : La Fin de l'innocence (2005) : Major Lincoln
  - Welcome to the Jungle (2013) : M. Crawford
  - Dear White People (2014) : Dean Fairbanks
  - Sin City : J'ai tué pour elle (2014) : Manute
  - Men, Women and Children (2014) : l'amant d'Elena
  - La Tour sombre (2017) : Steven Deschain
  - Naked (2017) : Reginald Swope, le père de Megan
  - Combat de profs (2017) : le surintendant Johnson

- Bill Camp dans :
  - Mise à mort du cerf sacré (2017) : Matthew
  - Le Grand Jeu (2017) : Harlan Eustice
  - Wildlife : Une saison ardente (2018) : Warren Miller
  - Joker (2019) : l'inspecteur Garrity
  - L'Étrangleur de Boston (2023) : Edmund McNamara
  - Sound of Freedom (2023) : Vampiro

- Pruitt Taylor Vince dans :
  - Escroc(s) en herbe (2010) : Big Joe Sharpe
  - Folie meurtrière (2011) : Ben Marshal
  - 13 Sins (2014) : Vogler
  - Gotti (2018) : Angelo Ruggiero
  - Superman (2025) : Jonathan Kent (en)

- Josh Brolin dans :
  - Les Gardiens de la Galaxie : (2014) : Thanos
  - Avengers : L'Ère d'Ultron (2015) : Thanos
  - Avengers: Infinity War (2018) : Thanos
  - Avengers: Endgame (2019) : Thanos

- Zlatko Burić dans :
  - Pusher (1996[1]) : Milo
  - Pusher 2 : Du sang sur les mains (2004[1]) : Milo
  - Pusher 3 : L'Ange de la mort (2005[1]) : Milo

- Michael Rispoli dans :
  - Les Joueurs (1998) : Grama
  - Rhum express (2011) : Bob Sala
  - Cherry (2021) : Tommy

- Luis Guzmán dans :
  - L'Impasse : De la rue au pouvoir (2005) : Nacho Reyes
  - The Do-Over (2016) : Jorge
  - Sandy Wexler (2017) : Oscar

- Abe Vigoda dans :
  - Le Parrain (1972[2]) : Salvatore « Sal » Tessio
  - Le Parrain 2 (1974[2]) : Sal Tessio

- Cedric the Entertainer dans :
  - Garde rapprochée (2005) : Percy Stevens
  - The Boyfriend : Pourquoi lui ? (2016) : Lou Dunne

- M. C. Gainey dans :
  - Kill Bobby Z (2007) : Boom Boom
  - 12 heures (2012) : Hoyt

- Saul Rubinek dans :
  - The Express (2008) : Art Modell
  - BlackBerry (2023) : John Woodman

- Wendell Pierce dans :
  - Comment tuer son boss ? (2011) : l'inspecteur Hagan
  - Twilight, chapitre V : Révélation, 2e partie (2012) : J. Jenks

- Lennie James dans :
  - Colombiana (2011) : l'agent spécial Ross
  - Duels (2014) : Bishop

- Roberto García Ruiz (en) dans :
  - Sayen (es) (2023) : Bykov
  - Sayen : La Route asséchée (2023) : Bykov

- Ralph Ineson dans :
  - L'Exorciste du Vatican (2023) : le démon Asmodeus (voix)
  - The Creator (2023) : le général Andrews

- 1966[3] : Le Bon, la Brute et le Truand : Tuco Ramirez (Eli Wallach) (scènes supplémentaires)
- 1984[4] : Il était une fois en Amérique : « Fat » Moe Gelly (Larry Rapp) (2e doublage)
- 1988 : Y a-t-il un flic pour sauver la reine ? : le manutentionnaire du port (Joe Grifasi)
- 1989[5] : Outrages : lieutenant Reilly (Ving Rhames) (2e doublage)
- 1998 : Savior : Peter (Stellan Skarsgård)
- 2000 : Mon beau-père et moi : voix additionnelles
- 2000 : Droit au cœur : Charlie Johnson (David Alan Grier)
- 2000 : The Yards : officier de police Jerry Rifkin (David Zayas)
- 2001 : Chungkai, le camp des survivants : le docteur Coates (John Gregg (en))
- 2001 : Proximity : John Price (Jonathan Banks)
- 2001 : Corky Romano : Tony (Vincent Pastore)
- 2001 : Jay et Bob contre-attaquent : Marshal Willenholly (Will Ferrell)
- 2002 : Le Règne du feu : Eddie Stax (David Kennedy)
- 2002 : Ali G : John (Lloyd McGuire)
- 2003 : Radio : Frank (Chris Mulkey)
- 2003 : Infernal Affairs 2 : Wah (Arthur Wong[6])
- 2003 : Infernal Affairs 3 : Shen (Daoming Chen)[6]
- 2004 : 30 ans sinon rien : Richard (Andy Serkis)
- 2005 : Le Fils du Mask : Daniel Moss (Steven Wright)
- 2005 : Mi-temps au mitard : Deacon Moss (Michael Irvin)
- 2005 : Romanzo criminale : Gemito (Bruno Conti)
- 2006 : Antartica, prisonniers du froid : Mindo (August Schellenberg)
- 2007 : Into the Wild : Rainey, le compagnon de Jan (Brian Dierker)
- 2007 : American Gangster : Charlie Williams (Joe Morton)
- 2007 : XXY : Kraken (Ricardo Darín)
- 2007 : The Comebacks : Lambeau « Coach » Fields (David Koechner)
- 2008 : RocknRolla : Tank (Nonso Anozie)
- 2008 : Le Gospel du bagne : le juge Benett Galloway (Keith David)
- 2008 : Iron Man : Nick Fury (Samuel L. Jackson)
- 2008 : Punisher : Zone de guerre : Linus « Micro » Lieberman (Wayne Knight)
- 2008 : Le Roi Scorpion 2 : Guerrier de légende : Sargon (Randy Couture)
- 2008 : Speed Racer : Ben Burns (Richard Roundtree)
- 2008 : Rachel se marie : le père de Sidney (John Anthony)
- 2009 : L'Enquête : l'inspecteur Alberto Cerutti (Alessandro Fabrizi)
- 2009 : Max et les Maximonstres : Carol (James Gandolfini)
- 2009 : La Route : lé vétéran (Guy Pearce)
- 2009 : Sherlock Holmes : Dredger (Robert Maillet)
- 2009 : Watchmen : Les Gardiens : le psychiatre de la prison (William S. Taylor)
- 2010 : Harry Potter et les Reliques de la Mort, partie 1 : Mondingus Fletcher (Andy Linden)
- 2010 : Kiss and Kill : Holbrook (Martin Mull)
- 2010 : Date limite : Lonnie (Danny McBride)
- 2010 : Fighter : Lou Gold (Ted Arcidi)
- 2011 : Cowboys et Envahisseurs : le shérif Tagart (Keith Carradine)
- 2011 : Le Sang des Templiers : le baron William d'Aubigny (Brian Cox)
- 2011 : Conan : Remo (Milton Welsh)
- 2012 : Cogan: Killing Them Softly : Johnny Amato (Vincent Curatola)
- 2012 : Le Hobbit : Un voyage inattendu : Le Grand Gobelin (Barry Humphries)
- 2012 : Usurpateur : Francisco (Sergio Boris)
- 2012 : La Dame en noir : M. Fisher (Shaun Dooley)
- 2012 : Le Roi Scorpion 3 : L'Œil des dieux : Olaf (Bostin Christopher)
- 2012 : Mille Mots : ? ( ? )
- 2013 : Blue Jasmine : Augie (Andrew Dice Clay (en))
- 2013 : Riddick : Diaz (David Bautista)
- 2013 : Les Brasiers de la colère : Dan Dugan (Tom Bower)
- 2013 : Suspect : Carl Galenski (Brad William Henke)
- 2013 : Les Schtroumpfs 2 : Victor Doyle (Brendan Gleeson)
- 2014[7] : Big Game : le pilote d'hélicoptère du safari (Rauno Juvonen)
- 2015 : Les Quatre Fantastiques : Franklin Storm (Reg E. Cathey)
- 2015 : American Ultra : le shérif Bernie Watts (Stuart Greer (en))
- 2015 : Paul Blart 2 : Super Vigile à Las Vegas : ? ( ? )
- 2016 : La Neuvième Vie de Louis Drax : Dr Perez (Oliver Platt)
- 2016 : American Nightmare 3 : Élections : Angel Munoz (Naheem Garcia)
- 2016 : War Dogs : Bashkim (J. B. Blanc)
- 2017 : Wind River : Ben (Graham Greene)
- 2017 : Bienvenue à Suburbicon : oncle Mitch (Gary Basaraba)
- 2017 : Mes vies de chien : le vétérinaire de campagne (David J. Lyle)
- 2018 : Annihilation : Lomax (Benedict Wong)
- 2018 : Darkest Minds : Rébellion : le capitaine (Wade Williams)
- 2018 : Hotel Artemis : Buke (Kenneth Choi)
- 2018 : Green Book : Sur les routes du Sud : Rudy Vallelonga (Frank Vallelonga)
- 2018 : Yuli : ? ( ? )
- 2019 : Escape Game : Gary (Bart Fouche) et le fabricant du jeu (Dan Gruenberg) (voix)
- 2019 : Hellboy : Gruagach (Stephen Graham) (voix)
- 2019 : De l'autre côté : le chef des pompiers (Chuck Shamata (en))
- 2019 : Boi (en) : Boss [Qui ?]
- 2019 : American Son : le lieutenant Stokes (Eugene Lee (en))
- 2019 : Jumanji: Next Level : Milo Walker (Danny Glover)
- 2019 : Crawl : ? (?)
- 2019 : Seberg : Frank Ellroy (Colm Meaney)
- 2020 : Les Nouveaux Mutants : le révérend Craig (Happy Anderson)
- 2020 : Songbird : Boomer (Paul Sloan (en))
- 2020 : Le Blues de Ma Rainey : Sturdyvant (Jonny Coyne)
- 2020 : The Banker : ? (?)
- 2020 : Promising Young Woman : Stanley Thomas (Clancy Brown)
- 2021 : Boss Level : Brett (Will Sasso)
- 2021 : Nos pires amis (en) : Larry (Chuck Cooper (en))
- 2021 : Oslo : Yossi Beilin (Itzik Cohen)
- 2021 : Dream Horse : Brian « Daisy » Vokes (Owen Teale)
- 2021 : Halloween Kills : Lonnie Elam (Robert Longstreet)
- 2021 : Le Joueur d'échecs : Owen McConnor (Rolf Lassgård)
- 2021 : Confessions d'une fille invisible : José (Stepan Nercessian)
- 2021 : Il Divin Codino : L'art du but par Roberto Baggio : Carlo Mazzone (Martufello (it))
- 2022 : Tic et Tac, les rangers du risque : Jack le Costaud (Eric Bana) (voix)
- 2022 : Persuasion : l'amiral Croft (Stewart Scudamore)
- 2022 : Cha Cha Real Smooth : Greg (Brad Garrett)
- 2023 : Chien perdu (en) : le chef des bikers (Bruce Busta Soscia)
- 2023 : Ce sera toi (es) : Santiago Doñate (Mauro Muñiz (es))
- 2023 : Indiana Jones et le Cadran de la destinée : le bagagiste de l'hôtel (Alton Fitzgerald White)
- 2023 : Opération: Soulcatcher (it) : le général Yousif (Mariusz Bonaszewski (pl))
- 2023 :  Tu peux oublier ma bat-mitzva ! (en) : ? (?)
- 2023 : Equalizer 3 : Enzo Arisio (Remo Girone (it))
- 2023 : Il était une fois... un crime (en) : le roi [Qui ?]
- 2023 : Les Ordres du mal (es) : le prêtre [Qui ?]
- 2023 : Rustin : Adam Clayton Powell Jr. (Jeffrey Wright)
- 2023 : Rebel Moon - Partie 1 : Enfant du feu : Hickman (Ray Porter (en))
- 2023 : Iron Claw : Bill Mercer (Michael J. Harney)
- 2025 : Contre-attaque : colonel Marcelo (Guillermo Quintanilla (es))
- 2025 : Sinners : Sammie « Preacher Boy » Moore, âgé (Buddy Guy)
- 2025 : Dracula : le cardinal (Haymon Maria Buttinger)

#### Films d'animation
- 1978[n 1] : La Folle Escapade : Ke-aa
- 2000 : Joseph, le roi des rêves : voix additionnelles
- 2004 : La ferme se rebelle : Barry
- 2005 : Pinocchio le robot : Rodo[8]
- 2006 : Superman: Brainiac Attacks : Lex Luthor[n 2]
- 2007 : Superman : Le Crépuscule d'un dieu : Lex Luthor
- 2009 : Tempête de boulettes géantes : Tim Lockwood
- 2009 : Green Lantern : Le Complot : Hal Jordan
- 2009 : La princesse et la grenouille : Buford
- 2010 : La Ligue des justiciers : Conflit sur les deux Terres : Lex Luthor
- 2010 : Les Rebelles de la forêt 3 : Boog
- 2011 : Green Lantern : Les Chevaliers de l'Émeraude : Hal Jordan
- 2011 : Kung Fu Panda 2 : Maître Bœuf Ravageur[n 3]
- 2011 : Les As de la jungle : Opération banquise : Bob et le chef des morses
- 2011 : Thor : Légendes d'Asgard : Volstagg
- 2012 : Rebelle : le seigneur McGuffin
- 2012 : La Ligue des justiciers : Échec : Hal Jordan
- 2013 : Lego Batman, le film : Unité des super héros : Lex Luthor[9]
- 2013 : Turbo : l'Ombre Blanche
- 2013 : La Reine des neiges : Pabbie, le roi des trolls[10]
- 2013 : Madagascar à la folie : Maurice (court-métrage)
- 2013 : La Ligue des justiciers : Le Paradoxe Flashpoint : Lex Luthor / Hal Jordan
- 2014 : L'Île des Miam-nimaux : Tempête de boulettes géantes 2 : Tim Lockwood
- 2014 : Les Aventures de la Ligue des justiciers : Piège temporel : Lex Luthor
- 2015 : Scooby-Doo et le Monstre de l'espace : Uvinious Botango, Hudson Baron
- 2015 : La Ligue des justiciers : Dieux et Monstres : Lex Luthor
- 2015 : La Ligue des Justiciers vs. la Ligue Bizarro : L'Attaque de la Légion maudite : Lex Luthor
- 2016 : Zootopie : Jerry Jumbeaux Jr.
- 2016 : La Ligue des justiciers vs. les Teen Titans  : Lex Luthor
- 2016 : Rock Dog : Linnux
- 2016 : DC Super Hero Girls : Héroïne de l'année : M. Grodd, le commissaire Gordon, Cyborg et Dark Opal
- 2016 : Jour de neige : le narrateur
- 2016 : Le Petit Dinosaure : L'Expédition héroïque : Bron
- 2017 : Les As de la jungle : Bob (création de voix)
- 2017 : DC Super Hero Girls : Jeux intergalactiques : Fer, Sinestro, Lobo, Doc Magnus, Cyborg, Plomb et Brainiac
- 2018 : Batman Ninja : Gorilla Grodd
- 2018 : La Mort de Superman : Lex Luthor
- 2018 : Destination Pékin ! : Bing[n 4]
- 2019 : Le Règne des Supermen : Lex Luthor
- 2019 : Royal Corgi : le chef
- 2019 : Lego DC Batman : Une histoire de famille : le commissaire Gordon
- 2019 : Batman : Silence : Lex Luthor
- 2019 : La Reine des neiges 2 : Pabbie[10]
- 2019 : Wonder Woman: Bloodlines : Ferdinand
- 2019 : Playmobil, le film : ?
- 2019 : Le Tigre qui s'invita pour le thé : le tigre[n 5]
- 2019 : Spycies : le capitaine Kotor (création de voix)
- 2019[n 6] : Code Geass: Lelouch of the Re;surrection : Forgnar
- 2020 : Superman: Red Son : Lex Luthor
- 2020 : Justice League Dark: Apokolips War : Lex Luthor
- 2020 : Pets United : L'union fait la force : Asgar
- 2020 : Bigfoot Family : le loup
- 2020 : Superman : L'Homme de demain : Lex Luthor
- 2021 : Raya et le Dernier Dragon : Tong[n 7]
- 2021 : Luca : Tommaso le vieux pêcheur
- 2021 : Chasseurs de trolls : Le Réveil des Titans : le coach Lawrence
- 2021 : Teen Titans Go! découvrent Space Jam! : Stan Podolak dans Space Jam[n 8]
- 2021 : Pil : Crobar (création de voix)
- 2022 : Batman and Superman: Battle of the Super Sons : Lex Luthor
- 2023 : Pattie et la Colère de Poséidon : Poséidon
- 2023 : Super Mario Bros. le film : le général Toad
- 2023 : Les As de la jungle 2 : Opération tour du monde : Bob (création de voix)
- 2023 : Il était une fois un studio : Petit Jean et Grincheux (court métrage)
- 2023 : Scooby-Doo et Krypto : Lex Luthor
- 2024 : Justice League: Crisis on Infinite Earths Part 1 : Lex Luthor[n 9]
- 2024 : Vice-versa 2 : Noir secret et l'ouvrier
- 2025 : KPop Demon Hunters : Gwi-Ma le roi des démons[n 10]

### Télévision

#### Téléfilms
- 2005 : Calvin et Tyco : le père de Tyco (Mark Christopher Lawrence)
- 2008 : Ma famille en cadeau : Hank Kringle (Patrick McKenna)
- 2008 : Mariage dangereux : Daniel Nash (Kevin McNulty)
- 2008 : Un raisin au soleil (en) : ? (?)
- 2011 : Injustice : Harry Bowman (Ivan Kaye)
- 2012 : Sans raison aucune : Robert (Felix Vörtler[11])
- 2013 : Un amour de pâtisserie : Dino Ravettino (Sam Douglas)
- 2016 : Coup de foudre sur commande : Sam Michaels (Garwin Sanford)
- 2016 : Le Mariage de la dernière chance : le coach Sol (Andy Nez[11])
- 2019 : Deadwood,  le film : Charlie Utter (Dayton Callie)
- 2021 : Sur la piste de Noël : Dennis Lawrence (Roy Lewis)

#### Téléfilms d'animation
- 2011 : Les As de la jungle : Opération banquise : Bob
- 2014 : Les As de la jungle : Le Trésor du vieux Jim : Bob

#### Émissions
- ça cartoon (2007-2008) : Georges l'âne
- La Famille Stallone - Téléréalité (2024) : Sylvester Stallone - 2e voix[12]

## Voix off

### Publicités
- Deliveroo